# 3M公司
3M公司（英語：3M Company），原名明尼蘇達礦業製造公司（英語：Minnesota Mining and Manufacturing Company），是美國跨國企業集團，總部位於明尼蘇達州聖保羅梅普爾伍德，業務涉及工業、工業安全、醫療保健和消費品領域。
該公司目前生產多個品牌共計60,000多種產品，有關領域包括黏合劑、磨料、層壓板、被動消防、個人防護裝備、汽車貼膜、汽車外觀美化維護、油漆保護膜（英語：Paint protection film）、電氣、電子連接、絕緣材料、齒科（含齒顎矯正學）、一般醫療產品、醫療保健軟體、電子電路和薄膜光學等。

## 歷史

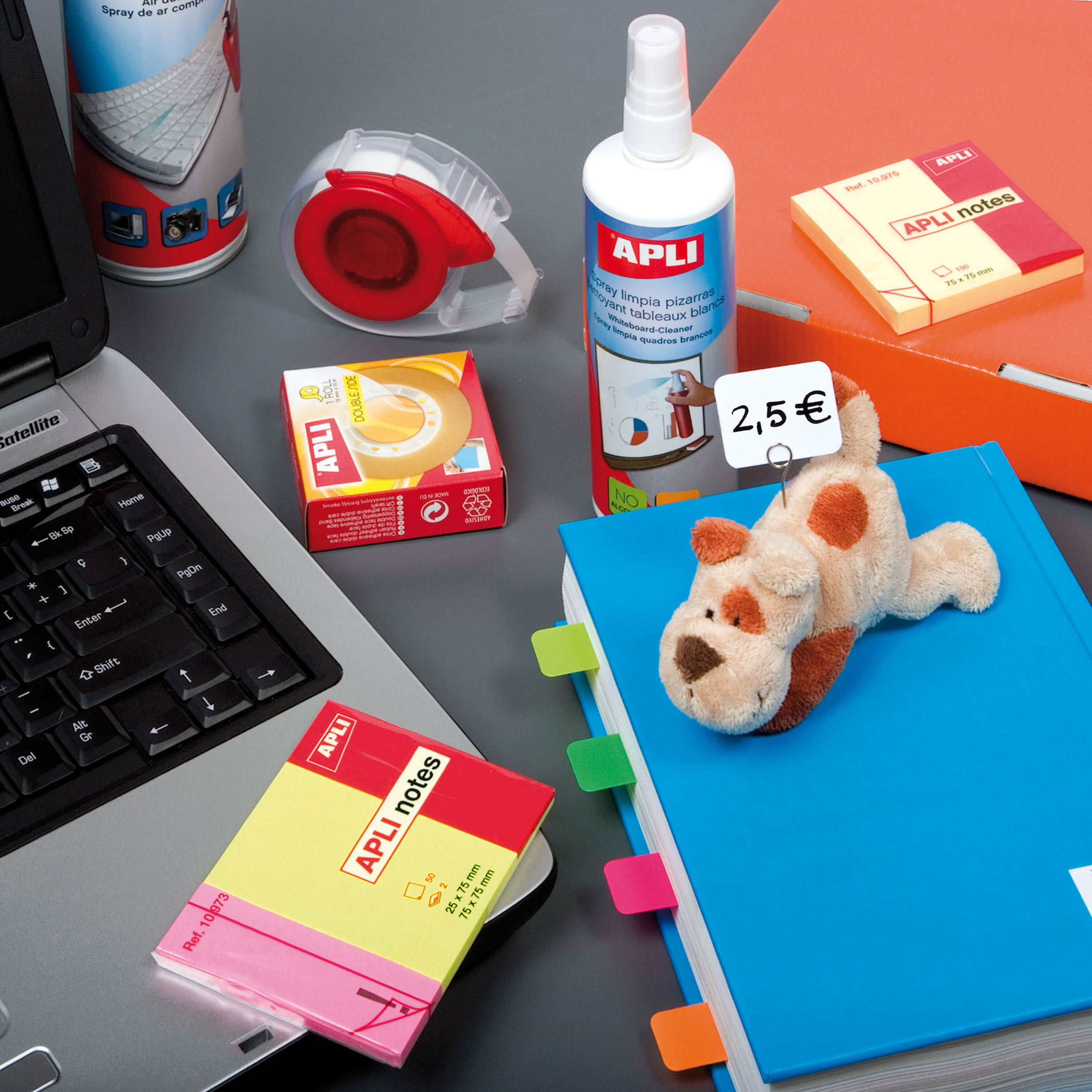
3M文具產品

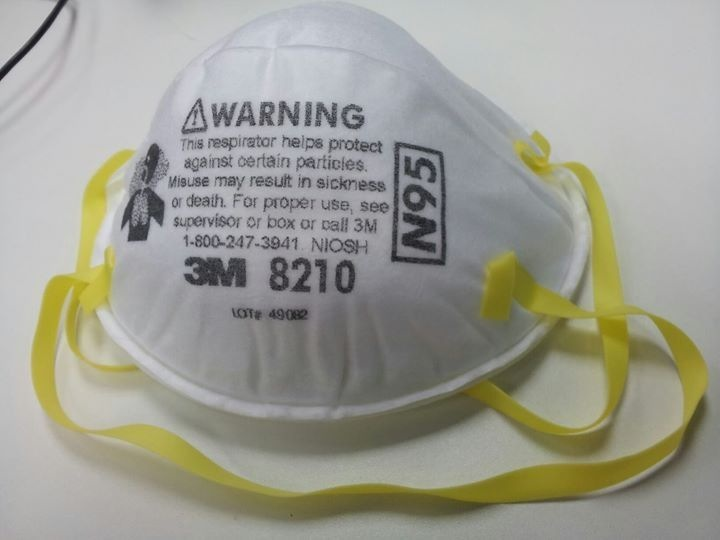
3M N95口罩

3M公司1902年由五位創始人成立於美国明尼苏达州双港，随后搬至明尼苏达州德卢斯，后于1910年迁至州府圣保罗，而最终在1962年迁至圣保罗楓木城的现址。公司早期创造如防水砂纸和胶带的产品，随后还制作玻璃纸带和金属框架汽车的隔音材料。
在1940年代早期，3M主要製作防伪材料，並诞生几项新产品，如反光膜、磁带以及柯式印刷版（offset printing plates）。思高洁纺织用保护涂料和录像带于1950年代发布，照相感光材料以及健康护理产品于1960年代发布。
1961年，3M正式邁向東亞漢語市場，並成立香港分公司。3M公司香港分公司於1967年12月29日由「明尼蘇達（3M ）遠東有限公司」更名為「明尼蘇達（3M ）香港有限公司」。
1969年，3M成立台灣子公司「台灣明尼蘇達礦業製造股份有限公司」。
1960年代到1970年代初期，3M生產桌上遊戲3M書架遊戲系列。
1970年代后期，3M涉足数字录音，為明尼阿波利斯的Sound 80录音室提供一台原型机。1980年代，3M市場進一步擴大，包括製藥、放射醫學、能源控制。
1980年，公司推出便利貼，創造一個全新的商品品類，並永久地改變人們的溝通和組織行為。
1990年代，3M營業額達到150億美元。3M持續開發各種新產品，包括免疫反應調節用藥、電子顯示器增亮膜，以及噴墨印表機、手機與其他電子裝置所用之軟性電路基板。
3M公司现在是道瓊工業平均指数包括的30家公司之一（1976年8月9日加入），并且在2004年财富500强中名列第105名。公司在全球拥有136家工厂以及超过67,000人的雇员，并在197个国家设有办事处。它的全球收入超过200亿美元，其中国际收入占总量的58%。
1996年，3M的資料儲存及影像技術部門成為獨立公司「怡敏信」（Imation，現玻橋事業），專業製造資料儲存產品。
2002年，公司正式從Minnesota Mining and Manufacturing Company改名為3M Company，但其台灣子公司登記名稱因法律限制仍保留「明尼蘇達礦業製造」。同年12月，该公司宣布将于2025年停止全氟烷基和多氟烷基的生产。
2015年6月25日，3M公司以25億美元向私募基金KKR收購安全防護器材供應商凱比特安全設備公司（Capital Safety）。
2019年5月10日，安佰深集團建議的基金組成的財團（Apax Funds）及加拿大退休金計畫投資委員會（CPPIB）和公共部門退休投資委員會（PSP Investments）宣佈已簽署最終協定，以大約67.25億美元將Acelity, Inc.及旗下KCI全球子公司售予3M。
2023年11月，3M公司分拆其医疗保健业务为一家新的獨立上市公司「Solventum 舒萬諾」，新公司主要業務包括「醫療外科」、「齒科解決方案」及「淨化和過濾」将于2024年4月1日从3M公司分拆出来，并已申请4月1日在纽约证券交易所上市。

## 品牌
Scotch是美国3M公司的一个品牌，其对应的中文品牌是思高。Scotch（思高）产品主要为各类胶带产品。

## 事件

### N95口罩和2019冠狀病毒病疫情
N95口罩由3M開發，於1972年獲准。由於這款口罩能夠過濾病毒顆粒，它在2019冠狀病毒病疫情期間得到強烈推薦，但供應很快短缺。3M公司的大部分供應在疫情爆發前已經售出。
口罩的短缺導致美國政府要求3M停止向加拿大和拉丁美洲國家出口美國製造的N95口罩，特朗普援引《國防生產法》要求3M優先照辦聯邦政府的指示。3M同意進口更多口罩（主要來自其在中國的工廠）時，爭端得到解決。
3M後來與加拿大聯邦政府和安大略省政府達成一筆7000萬加元的交易，在它們位於安大略省布羅克維爾的工廠生產N95口罩。

### 水污染
2023年6月，3M達成和解，向美國多個公共供水系統支付超過100億美元，以解決有關該公司含氟表面活性劑水污染的索賠。該公司被揭露在1990年代已知有關問題對健康的危害性，但隱瞞有關訊息並繼續銷售受污染的產品。